# Ministério Ipiranga
Ministério Ipiranga foi uma banda brasileira de música gospel da Igreja do Evangelho Quadrangular. Em 2010, Davi Passamani se desligou do conjunto. Durante vários anos, o grupo fez parte da gravadora CanZion Brasil.
Em 2011, o grupo recebeu a indicação de Melhor Ministério de Louvor no Troféu Promessas e lançou o disco Deus Acredita em Mim.

## Discografia
- 2002: Vento de Pureza
- 2004: Pelo Teu Toque
- 2006: Envia Tua Glória
- 2007: Venha Teu Reino
- 2008: Chegou Minha Vez
- 2009: Ressuscita
- 2011: Deus Acredita em Mim